# La Reforma, Río Bravo
La Reforma är en ort i Mexiko.   Den ligger i kommunen Río Bravo och delstaten Tamaulipas, i den nordöstra delen av landet, 700 km norr om huvudstaden Mexico City. La Reforma ligger 31 meter över havet och antalet invånare är 115.
Terrängen runt La Reforma är mycket platt. Runt La Reforma är det ganska tätbefolkat, med 62 invånare per kvadratkilometer. Närmaste större samhälle är Río Bravo, 6,0 km söder om La Reforma. Trakten runt La Reforma består till största delen av jordbruksmark.